# 이지원 (1995년)
이지원(1995년 6월 20일 ~ )은 대한민국의 배우이다.

## 출연

### 방송

#### 드라마
- 2018년 네이버TV 《WHY: 당신이 연인에게 차인 진짜 이유》 (웹 드라마) - 이한나 역
- 2020년 tvN 《슬기로운 의사생활》 - 한현희 역
- 2020년 SBS 《브람스를 좋아하세요?》 - 김해나 역
- 2021년 tvN 《슬기로운 의사생활 2》 - 한현희 역
- 2021년 카카오TV 《우수무당 가두심》 (웹 드라마) - 수정 역
- 2021년 Wavve 《유 레이즈 미 업》 (웹 드라마) - 이루리 역
- 2022년 MBC 《내일》 - 차윤희 역
- 2022년 MBC 《멧돼지 사냥》 - 연채 역
- 2022년 SBS 《소방서 옆 경찰서》 - 김소희 역
- 2022년 JTBC 《JTBC 드라마페스타 - 백일장 키드의 사랑》 - 오서정 역
- 2023년 SBS 《악귀》 - 서윤정 역
- 2023년 SBS 《마이데몬》
- 2024년 ENA 《야한(夜限) 사진관》 - 나현주 역
- 2025년 tvN 《신사장 프로젝트》 - 강여경 역

### 영화
- 2021년 《여고괴담 여섯번째 이야기: 모교》 - 한예지 역
- 2022년 《나는 여기에 있다》 - 예리 역
- 2024년 《목화솜 피는 날》 - 최채은 역

### 공연

#### 연극
- 2018년 《마당 씨의 식탁》 - 아내 역 (2018.04.13~2018.05.13)

#### 뮤지컬
- 2016년 《조선연애술사》 - 연화 역 (2016.06.25~2016.06.26)